# Olivetti Lettera 92
La Lettera 92 è una macchina per scrivere portatile prodotta dalla Olivetti e commercializzata a partire dal 1988.
Progettata dall'architetto e designer Mario Bellini e ideata come erede della Lettera 35, la 92 fu molto popolare tra gli studenti universitari dei primi anni '90. Era prodotta negli stabilimenti jugoslavi di Olivetti.
Era anche commercializzata col nome di Underwood 319 o Privileg 350T.